# Coleophora accordella
Coleophora accordella é uma espécie de mariposa do gênero Coleophora pertencente à família Coleophoridae.